# Kirkton (Dumfries and Galloway)
Kirkton ist eine Ortschaft in der schottischen Council Area Dumfries and Galloway. Sie liegt rund sieben Kilometer nördlich des Zentrums von Dumfries nahe dem linken Ufer des Nith.

## Geschichte
Nördlich von Kirkton finden sich die Reste eines römischen Forts. Es stammt aus der Zeit der antoninischen Besatzung Britanniens. Ein Erdwall schützte die rund 160 m weite Anlage. Im Laufe des 19. Jahrhunderts wurde nördlich von Kirkton die West Galloberry Farm erbaut. Das Gehöft ist als Kategorie-A-Denkmal geschützt.
Während 1961 noch 202 Personen in Kirkton lebten, wurden im Rahmen der Zensuserhebung 1971 nur noch 146 Personen gezählt.

## Verkehr
Kirkton ist über eine Nebenstraße der A701 (Edinburgh–Dumfries) an das Straßennetz angeschlossen. In Dumfries besteht Anschluss an die A75 (Stranraer–Gretna Green), die A76 (Kilmarnock–Dumfries) sowie an die A709, A710, A711 und A780.